# Lun (Kroatien)

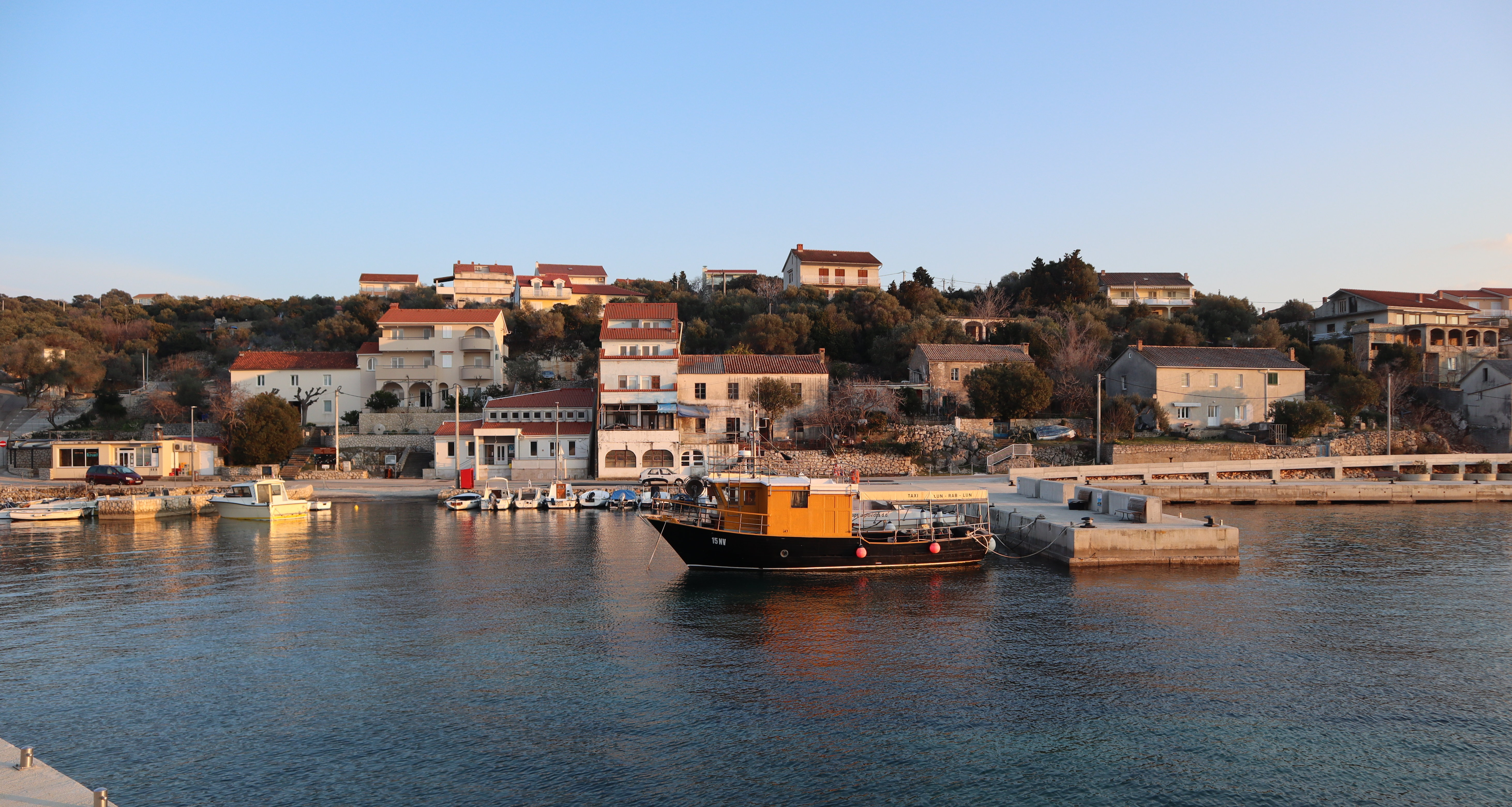
Hafenansicht von Lun, Ortsteil Tovarnele

Lun (italienisch Puntaloni) ist eine Ortschaft der Stadt Novalja in der Gespanschaft Lika-Senj, Kroatien, an der Adriatischen Küste am nördlichen Ende der Insel Pag. Der Ort ist erreichbar mit der Autofähre von Prizna (Festland Kroatien) nach Žigljen (Insel Pag) oder auf dem Landweg über Zadar und die Stadt Pag. Eine Personenfähre verbindet Lun mit der Stadt Rab auf der gleichnamigen Insel. Die Bewohner des Ortes leben hauptsächlich vom Tourismus, der Schafzucht sowie der Herstellung von Schafskäse und Olivenöl.
Der Untergrund der Umgebung des Ortes besteht, wie der gesamte nördliche und schmale Abschnitt der Insel Pag, aus einem kreidezeitlichen Kalkstein.

## Sehenswürdigkeiten
Lun ist bekannt für seine uralten Olivenbäume (Olea europaea). Im Naturreservat Olive-Gardens stehen hunderte Olivenbäume, deren älteste 1600 und 2000 Jahre alt sein sollen.

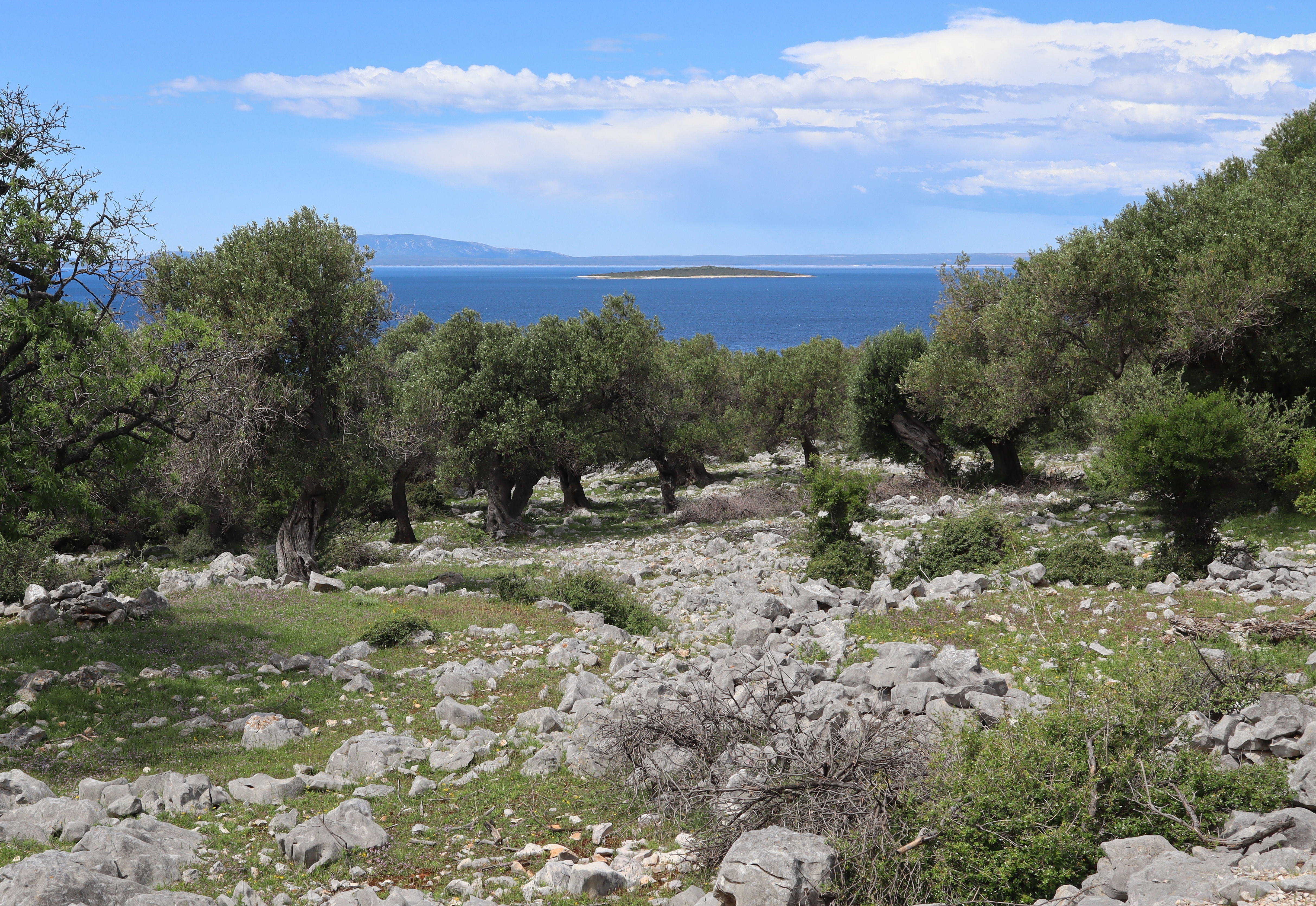
Naturreservat Olive-Gardens
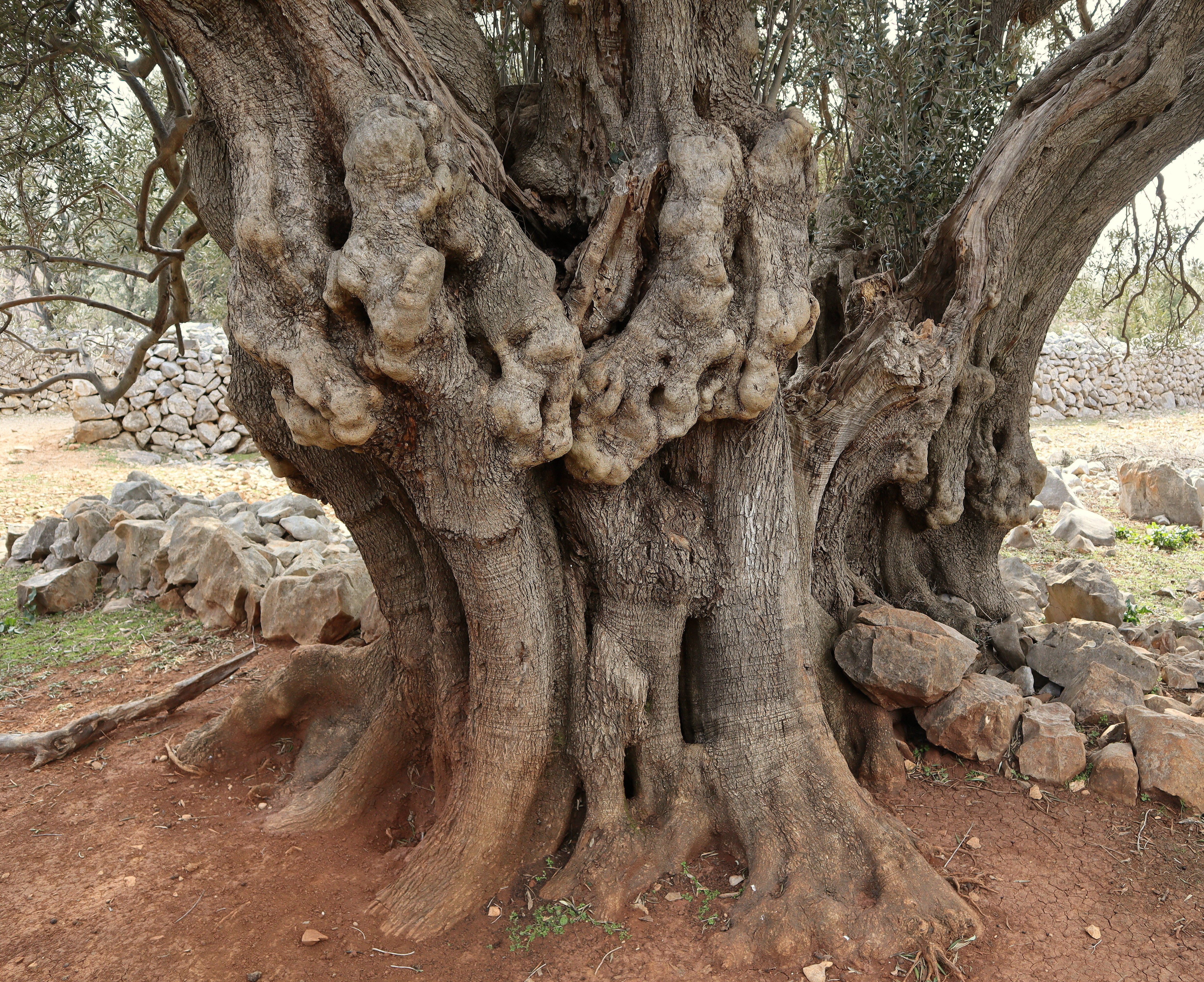
Stamm des Olivenbaums, der 2000 Jahre alt sein soll
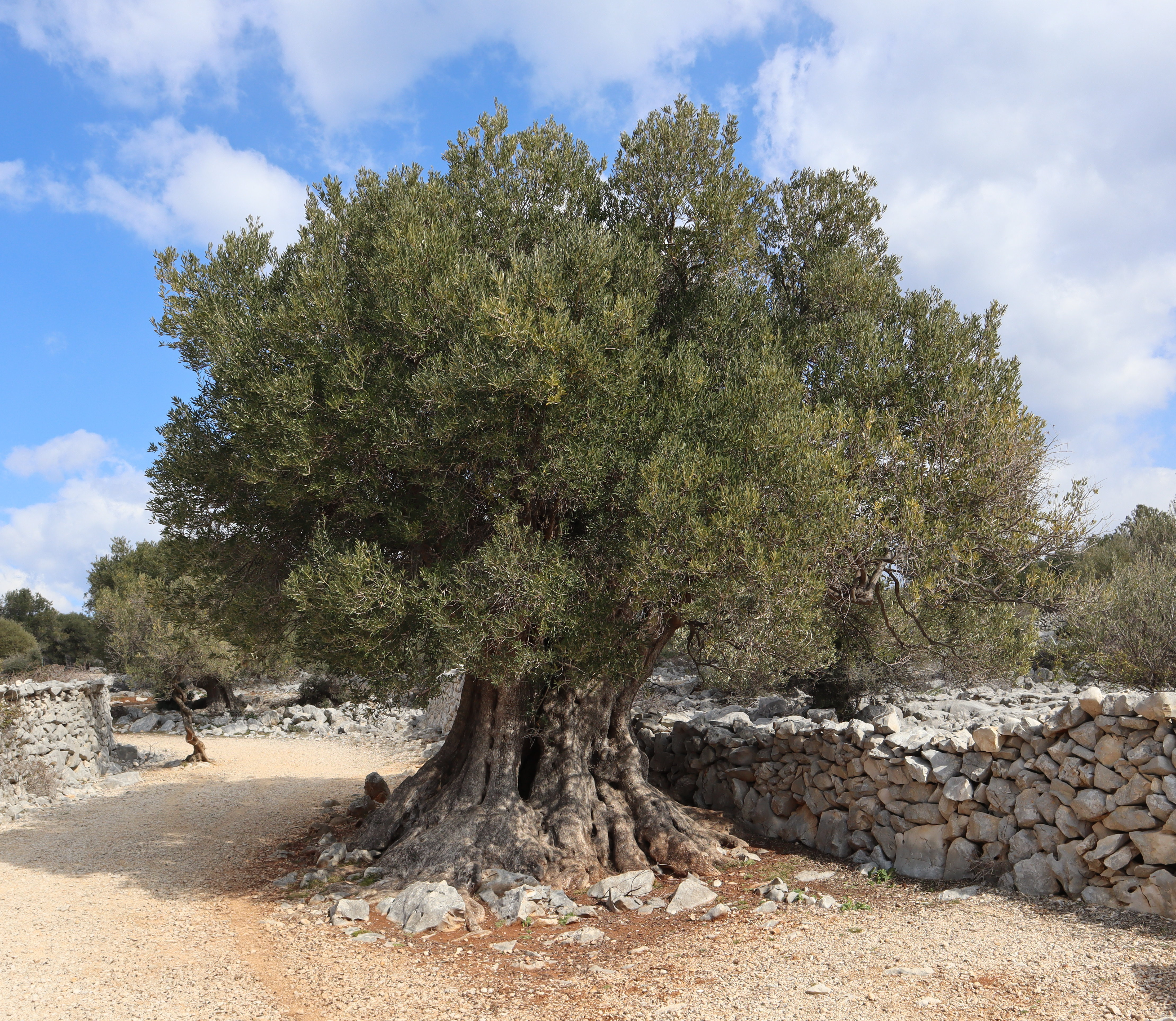
1600 Jahre alter Olivenbaum
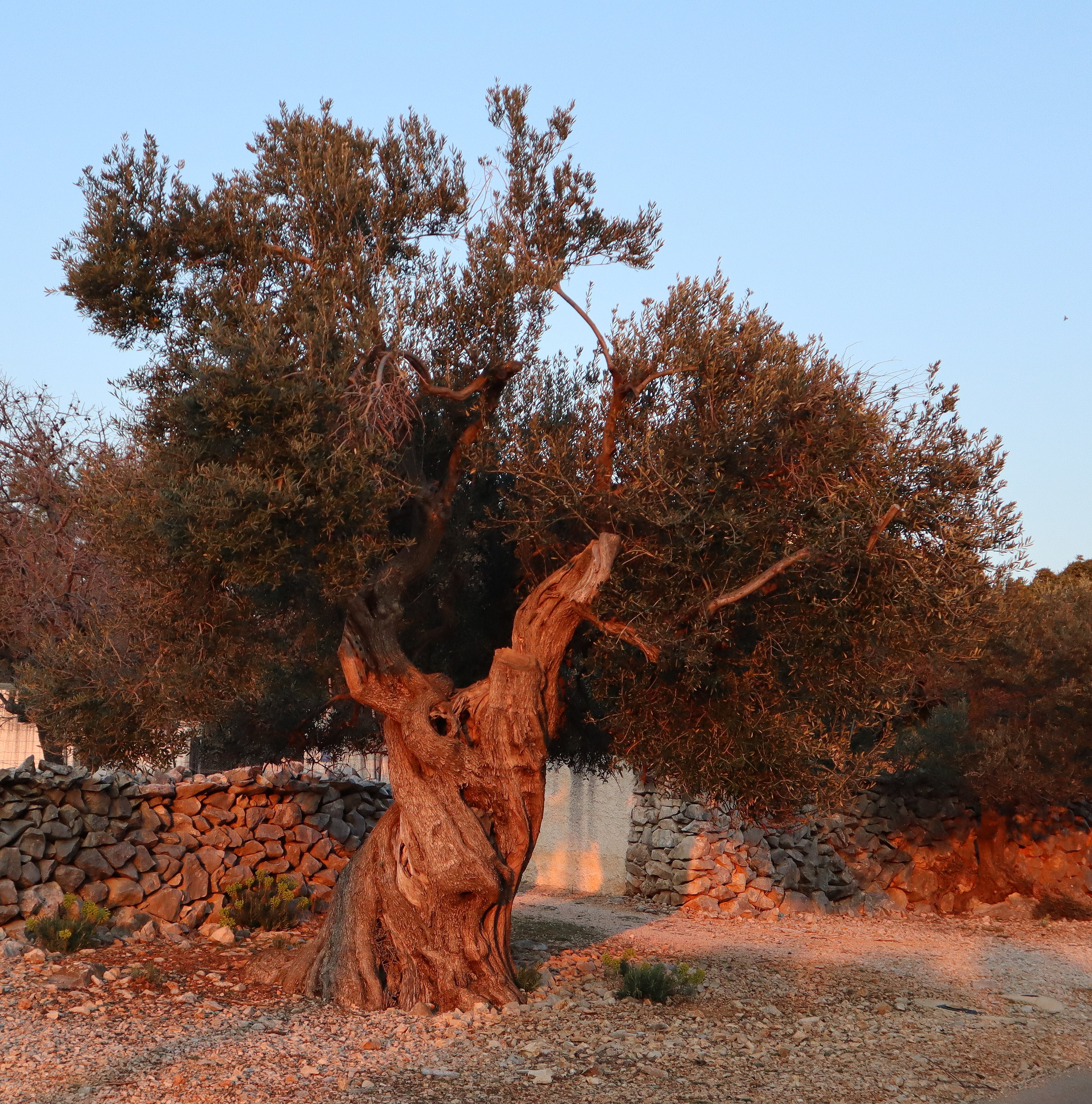
Olivenbaum (Olea europaea) im Sonnenuntergang
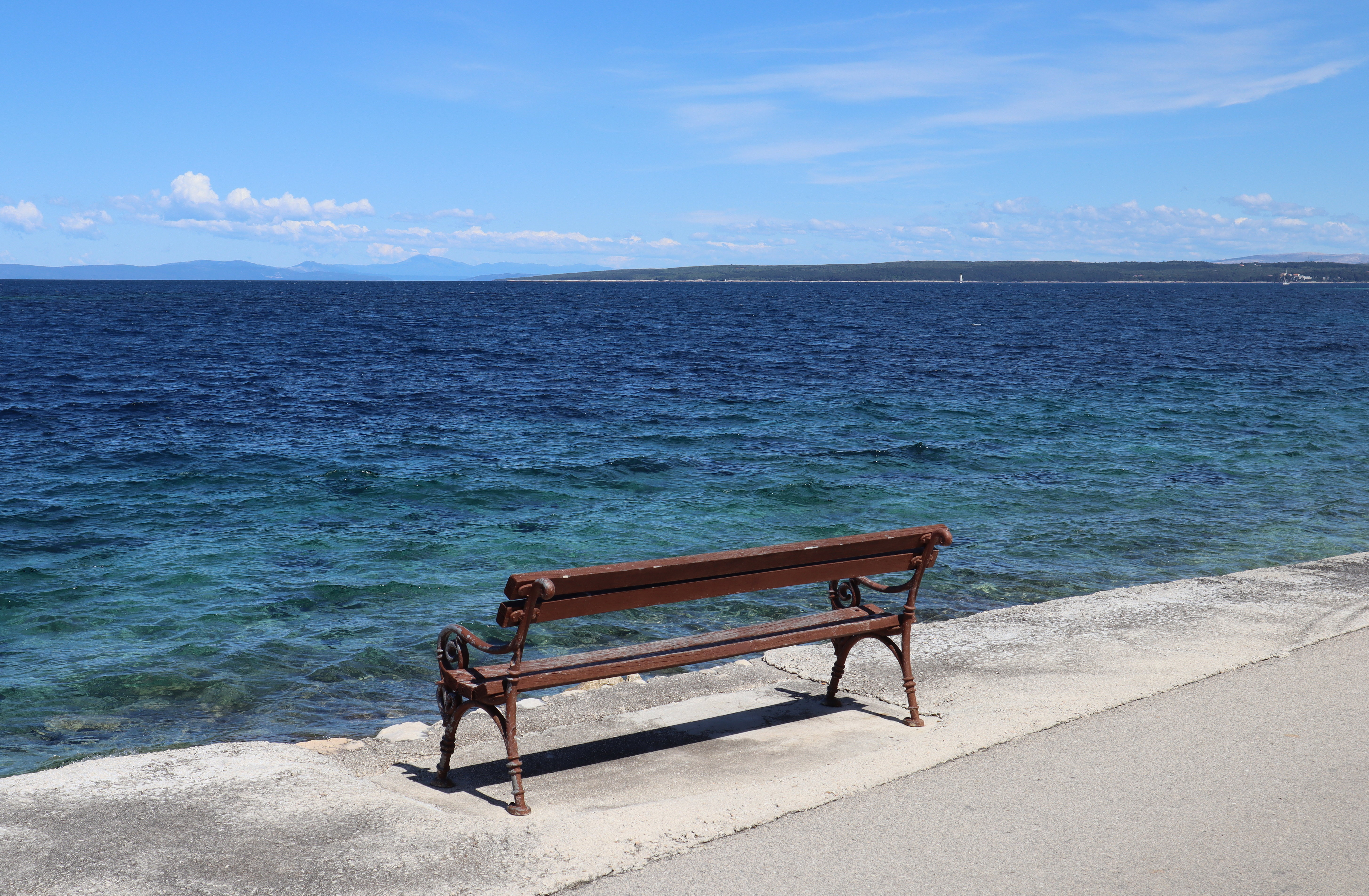
Blick auf die Adria bei Lun, im Hintergrund die Insel Rab
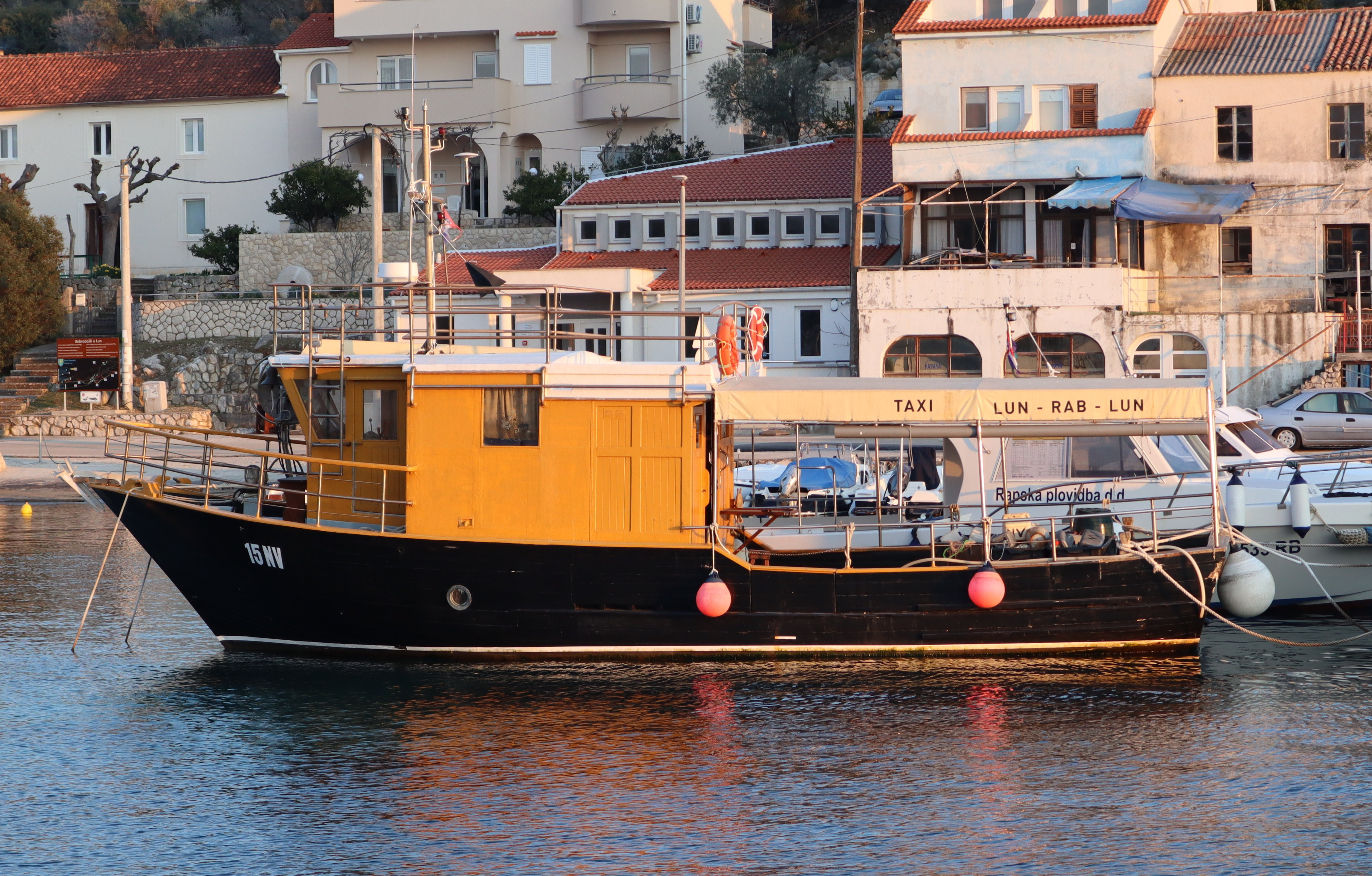
Personenfähre nach Rab im Hafen von Lun
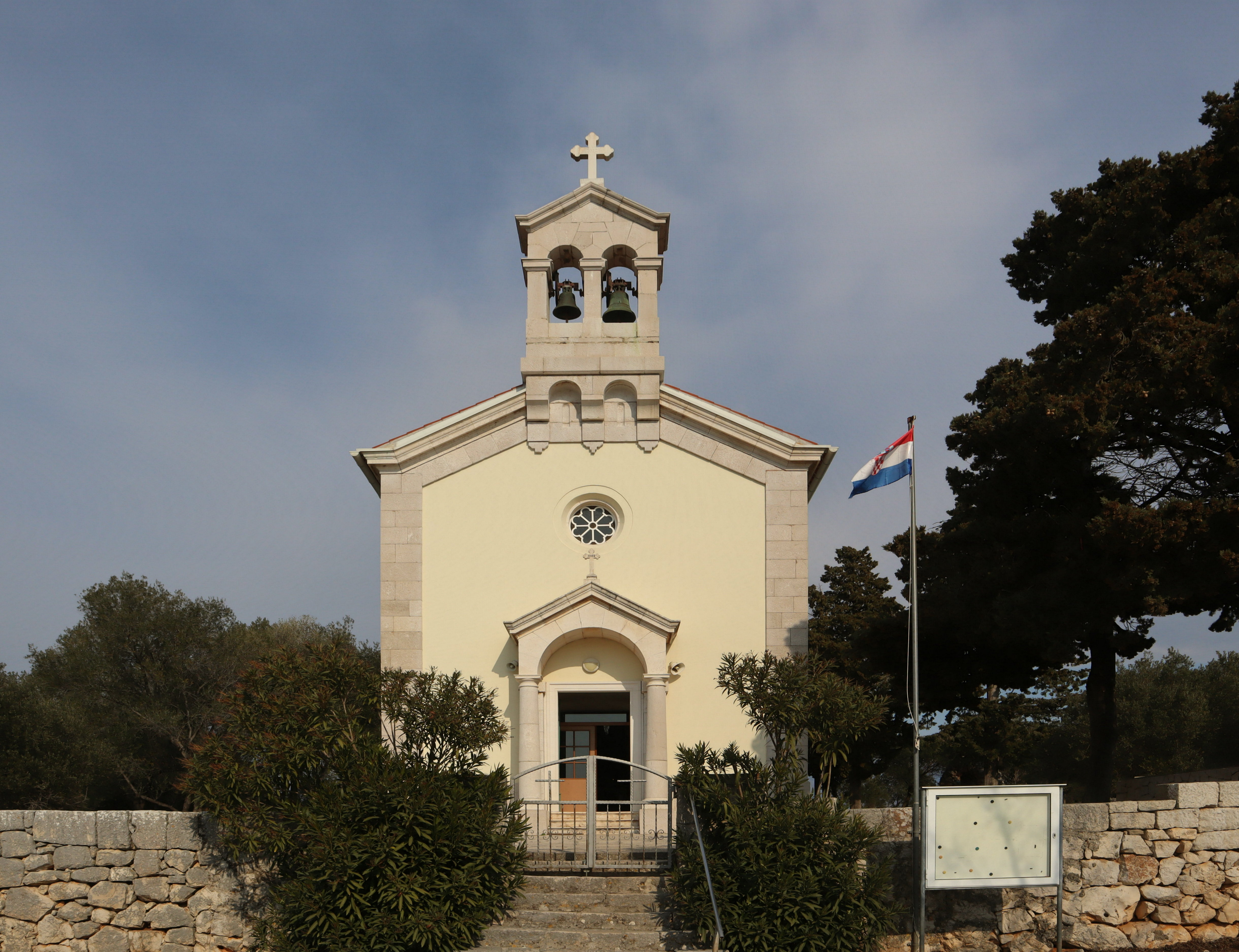
Kirche Sankt Jerome
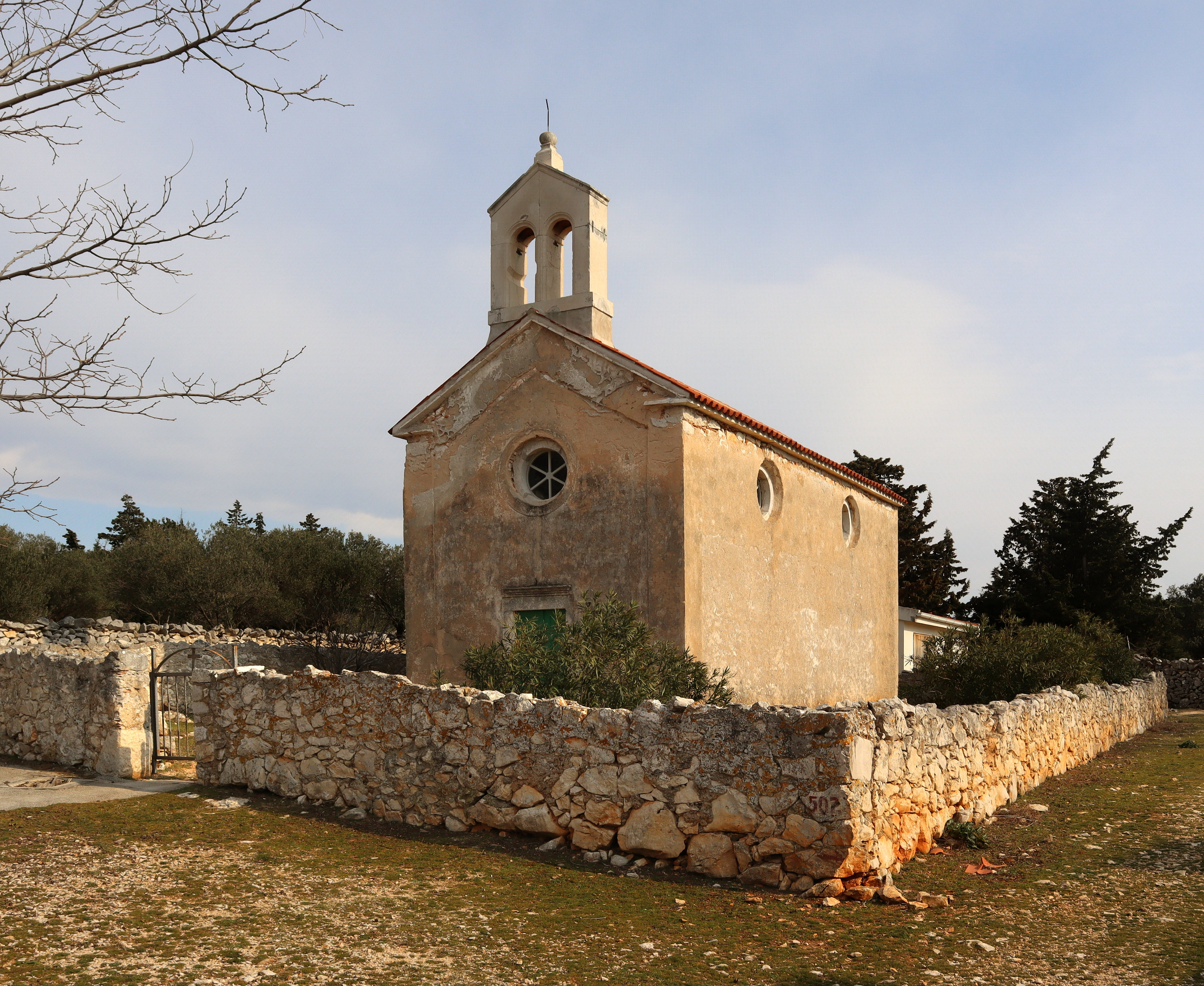
Frühere Kirche
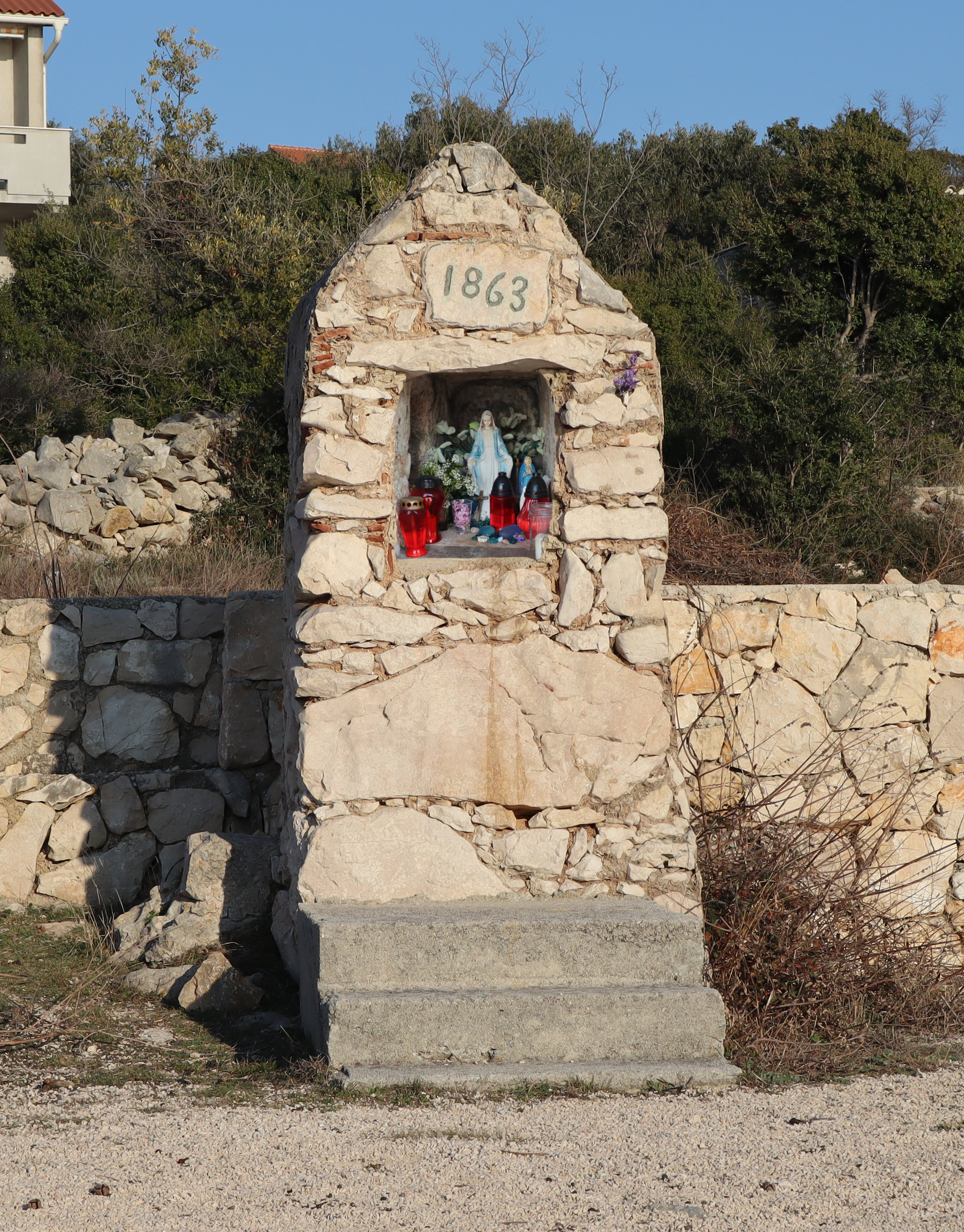
Bildstock (1863)